# Chelifera pallida
Chelifera pallida är en tvåvingeart som beskrevs av Vaillant 1981. Chelifera pallida ingår i släktet Chelifera och familjen dansflugor.
Artens utbredningsområde är Frankrike. Inga underarter finns listade i Catalogue of Life.